# Barcelona de Surquillo
El Club Barcelona de Surquillo era un equipo de fútbol proveniente del Distrito de Surquillo, Departamento de Lima, Perú. Se fundó el 8 de septiembre de 1975.

## Historia
Barcelona fue un de los clubes mayor tradición y representación de la Liga Distrital de Surquillo. Nació de la compra de la categoría de otro club del distrito, el Deportivo Pampachacra. Su nombre inicial fue Club San Isidro Barcelona de Surquillo. 
En 1983 fue campeón del Interligas de Lima accediendo a jugar la Etapa Regional de la Copa Perú de 1983, logró clasificar a la Etapa Final donde alcanzó el tercer puesto, siendo eliminado por Sport Pilsen y Deportivo Cañaña. 
En 1984 participó por última vez en el Interligas de Lima; para 1985 debió jugar nuevamente la Liga Mayor de Fútbol de Lima pero no lo hizo.
Luego Barcelona de Surquillo volvió a su liga de origen y se mantuvo allí hasta el final de sus días en el balompié peruano.

## Rivalidades
El club mantuvo rivalidades  contra otro equipo de la liga y luego en la segunda división: Unión González Prada. Adicionalmente durante las competiciones de la Copa Perú, en el derby macho contra Real Madrid de Camaná el cual derrotó por 4 - 1 en 1983.

## Uniforme
- Principal : Camiseta azul con rayas rojas, pantalón azul y medias azules.
- Alterno: Camiseta blanca, pantalón azul y medias azules.

#### Titular
| Titular 1 | Titular 2 | Titular 3 | Titular 4 | Titular 5 | Titular 6 | Titular 7 |  |

#### Alterno
| Alterno 1 | Alterno 2 | Alterno 3 | Alterno 4 | Alterno 5 | Alterno 6 | Alterno 7 |

## Dirigentes
- Dr. Sifuentes
- Sr. Ormeño
- Sr. Chirinos
- Sr. Pucason

## DT
- Humberto Castillo
- Rafael Abelardo Castañeda Castañeda (1978)
- Óscar Montalvo (1980)
- Juan José Tang
- Luis Roth.

## Jugadores
| - Pablo Nieva - Antonio "Mostró" Flores - Guillermo Roman Rivas - Luis Alberto Carrero Frías - Guillermo "Chocho" Vasquez - Luis Carmona | - Buyo Falcón - Javier Torres - Elias Rivera - Angel Cornejo - Cesar Ubidia - Dardo Acuña - Roberto Zúñiga - Nilvardo Aguirre | - Rino Bustamante - Juan Miguel Orille Ibarra - Marcos Carranza - Marcelino Villalobos - Alejo Baylón - Arturo Muñante - Santiago Espinoza | - Alberto Prado - Martin Romero - Moises Calonge Noriega - Victor Laura Montero - Julio Falconi - Castañeda - Gerardo Cabrera | - Manolo Arbulu - Nestares (arquero) - Felix Aranibar - Memo Román - Jorge Cordero |

## Palmarés
- Campeón Liga Distrital Surquillo (2) : 1981 y 1982.

- Campeón Interligas de Lima (2) : 1982 y 1983.

- Liga Mayor de Lima (1) : 1983.

- Tercer Puesto Copa Perú(1) : 1983.